# Listy uwierzytelniające

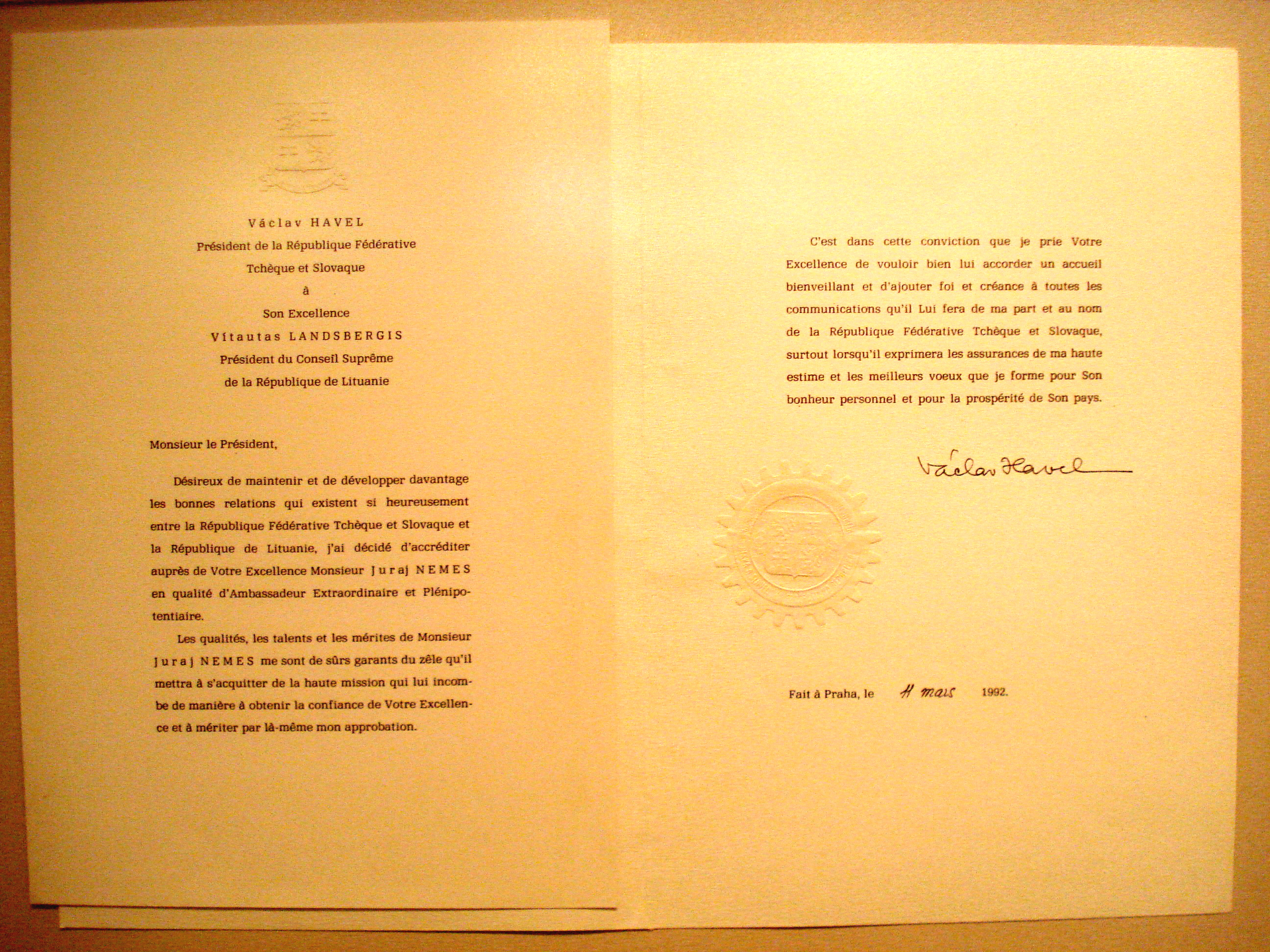
List uwierzytelniający Vaclava Havla przyznający Jurajowi Nemešowi akredytację dyplomatyczną jako ambasadora Czechosłowacji na Litwie (1992 r.)

Listy uwierzytelniające, także kredencjały (fr. lettres de créance, ang. credentials, letters of credence) – uroczysty dokument, na mocy którego mianowany jest szef misji dyplomatycznej pierwszej lub drugiej rangi dyplomatycznej. Listy uwierzytelniające stanowią ogólne umocowanie dla szefa placówki dyplomatycznej do pełnienia swojej misji i pośredniczenia w kontaktach między państwami.
Listy uwierzytelniające wystawia głowa państwa wysyłającego (zwykle prezydent lub monarcha), a adresowane są do głowy państwa przyjmującego. W formie uroczystej wskazują imię i nazwisko szefa misji oraz zawierają grzecznościowe klauzule o utrzymaniu i zacieśnianiu stosunków między państwami.
Nowo mianowany szef misji dyplomatycznej w obcym państwie składa listy uwierzytelniające na ręce głowy państwa, z reguły w trakcie krótkiej ceremonii. Przyjęcie listów dopełnia obowiązek akredytacji i od takiej chwili szef misji może oficjalnie pełnić swoje funkcje. Data i godzina złożenia listów uwierzytelniających decyduje o miejscu ambasadora w porządku pierwszeństwa (precedencji) w korpusie dyplomatycznym.
Chargé d’affaires en pied (szef misji III rangi) otrzymuje natomiast tzw. listy wprowadzające (lettres d’introduction).